# Madeleine de L'Aubépine
Madeleine de L'Aubépine, dame de Villeroy, née le 21 mai 1546 à Paris et morte le 17 mai 1596 à Mennecy (Essonne), est une poète et traductrice française.

## Biographie

### Enfance et formation
Madeleine de L'Aubépine naît le 21 mai 1546 à Paris. Sa mère est Jeanne Bochetel, originaire de Bourges, fille de Guillaume Bochetel secrétaire d'État et son père est Claude de L'Aubépine, seigneur de Châteauneuf sur Cher (Berry) et secrétaire d'État,.
Elle est élevée avec ses deux frères Claude et Guillaume au château de la Forest à Thaumiers (Cher), puis à 7 ans s'installe dans la résidence de son père à Paris où elle apprend le grec, le latin. À 10 ans, elle est bouleversée par le décès de sa mère.
Très proche de la Cour, elle épouse à l'âge de 16 ans en 1562 Nicolas IV de Neufville de Villeroy, fils d'un collègue de son père, lui-même âgé de 19 ans. Il travaille au service de Catherine de Médicis. Puis, il devient secrétaire d'Etat au décès du père de son épouse à 24 ans, puis ministre de Henri III,. Suite à son mariage, elle s'installe à l'hôtel de Villeroy à Paris, proche du Louvre où elle opère en maîtresse de maison tout en continuant de recevoir des leçons de littérature, mathématiques et sciences. Elle donne naissance à un fils nommé Charles.

### Poétesse et salonnière
Madeleine de L'Aubépine tient un salon à l'hôtel Villeroy où elle entreprend de réunir tous les poètes de la Cour. Elle devient amie avec Pierre de Ronsard et l'introduit à Claude Binet, qui devient par la suite son biographe, et Agrippa d'Aubigné. Il l'aurait alors déclaré comme sa « fille spirituelle ». Selon Roger Sorg, elle est l'amie et la maîtresse du poète Philippe Desportes. Ses talents lui permettent de devenir auprès dame d'honneur auprès de Catherine de Médicis.
En 1589, elle quitte le service de la reine pour se consacrer à la poésie au château de Villeroy à Mennecy (Essonne).
Elle meurt le 17 mai 1596 à 50 ans au château de Menncy suite à une longue maladie.

## Redécouverte récente
Les poèmes de Madeleine de L'Aubépine ne font l'objet d'une publication post-mortem qu'en 1927. Elle avance des arguments pour contrôler la « passion responsable » contre la vanité, l'envie, la tristesse et l'ingratitude. D'après elle, la passion peut être une bonne chose si elle est contenue par la vertu et permet ainsi d'accéder au bonheur.

## Polémique
Selon certains, ses poèmes seraient de Héliette de Vivonne. Toutefois, la Bibliothèque Nationale de France les attribue à Madeleine de l'Aubépine.
« Les poèmes de Madeleine de l’Aubespine ont été publiés pour la première fois par Roger Sorg, en 1926 ; en 1927, Frédéric Lachèvre prétendit qu’ils devaient être attribués à une autre amie de Desportes, Héliette de Vivonne, opinion que partageait Pierre Louÿs. En 1937, Jacques Lavaud se range à l’avis de Roger Sorg. Faisons comme lui jusqu’à plus ample information ». Les échanges à propos de la parenté des poèmes se déroulent principalement dans la revue La Muse française : Pierre de Ninon les présente comme de Madeleine de L'Aubépine tandis que Frédéric Lachèvre répond que Roger Sorg se trompe et appuie l'hypothèse de Pierre Louÿs. Pierre de Ninon réplique que Pierre Louÿs n'est pas infaillible. Voir aussi ces numéros de La muse française.
En 2012, le problème n'est pas résolu « Héliette de Vivonne (1558-1625) amie de Philippe Desportes poète officiel du roi en 1573. Les critiques se disputent pour savoir si Les Chansons de Callianthe, fille de Ronsard lui appartiennent ou si elles sont l'œuvre de Madeleine de L'Aubépine qui côtoya aussi les poètes Desportes et Ronsard » d'après Gilles Guilleron dans Petite anthologie de la littérature érotique, page 1750 (First, 2012).

Les sources anciennes, et Ronsard lui-même, en font bien l'auteure de poèmes : La Croix du Maine et du Verdier ; « Elle a traduit en vers les Épîtres d'Ovide, et elle a composé différens ouvrages en vers et en prose. » (Fortunée Briquet, Dictionnaire historique, littéraire et bibliographique des Françaises et des étrangères naturalisées en France p. 254) ; Édouard Frémy ; Joseph Nouaillac. Ronsard salue les talents de Madeleine : 
Les dons d'Appolon qui vous sont familiers…

Heureux de voir vos vers, ouvrage généreux

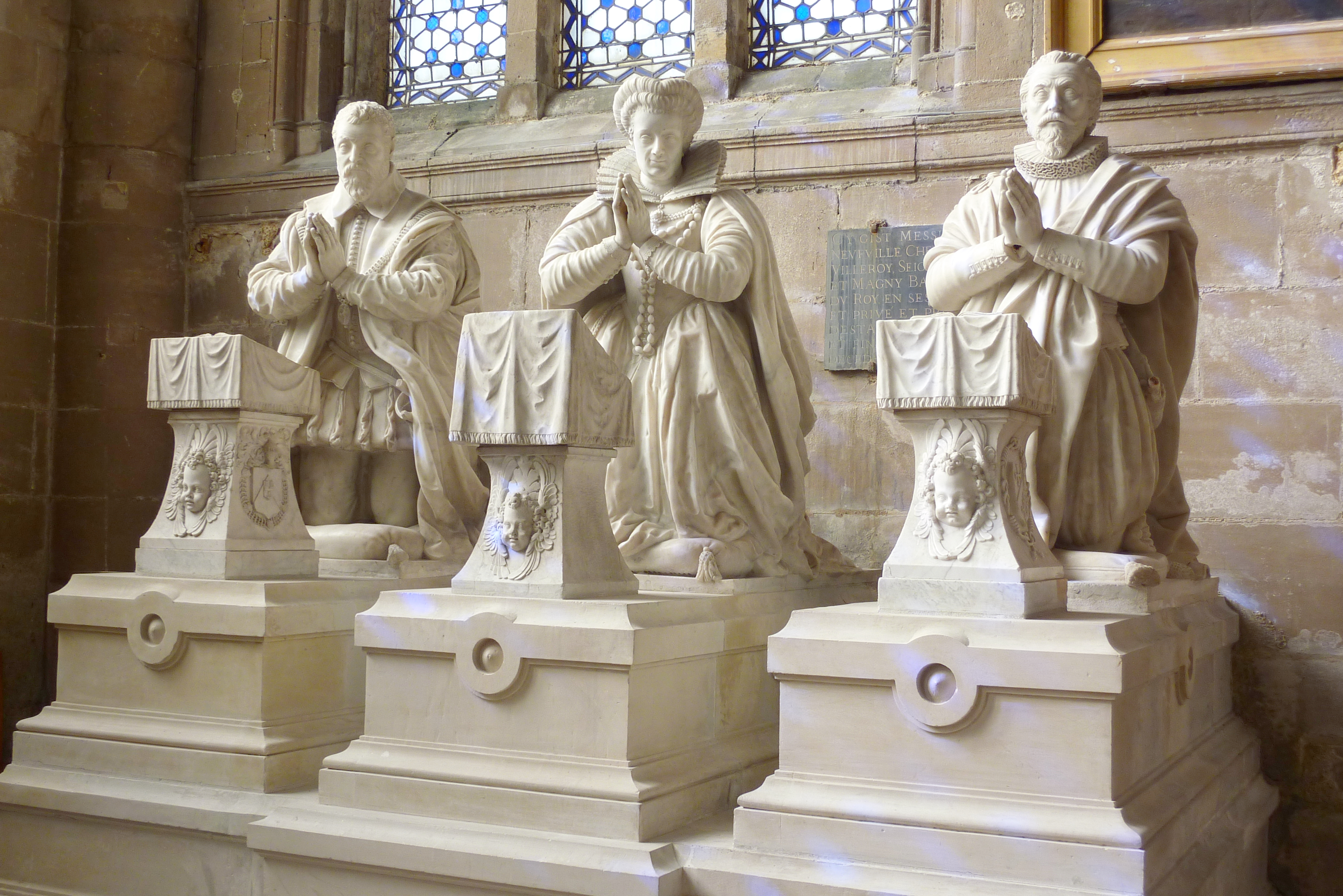
Orants de Nicolas III de Neufville de Villeroy, Madeleine de L'Aubépine et Nicolas IV de Neufville de Villeroy, dans l'église Notre Dame de la Nativité de Magny en Vexin

Sonnet de Ronsard à Madame de Villeroy :
Madeleine, ôtez-moi ce nom de l’Aubespine,

    Et prenez en sa place et Palmes et Lauriers,

    Qui croissent sur Parnasse en verdeur les premiers,

    Dignes de prendre en vous et tiges et racines.

    Chef couronné d’honneur, rare et chaste poitrine,

    Où naissent les vertus et les arts à milliers,

    Et les dons d’Apollon qui vous sont familiers,

    Si bien que rien de vous que vous-même n’est digne.

    Je suis en vous voyant heureux et malheureux :

    Heureux de voir vos vers, ouvrage généreux,

    Et malheureux de voir ma Muse qui se couche

    Dessous votre Orient. Ô saint germe nouveau

    De Pallas, prenez cœur : les Sœurs n’ont assez d’eau

    Sur le mont d’Hélicon pour laver votre bouche.
Réponse de Callianthe :
Tant de flamme et d’amour dont tu vas allumant

    La nuit de mes esprits que ta Muse éternise

    Font que je me tiens chère et me plaise et me prise,

    Car je ne puis faillir suivant ton jugement.

    Mon esprit, qui devant se traînait bassement,

    Prétend voler au Ciel si tu le favorises,

    Donc, ô divin Ronsard, aide à mon entreprise,

    Je sais bien que sans toi j’oserais vainement.

    Ainsi que Phaéton, d’une audace nouvelle,

    Puisqu’ô mon Apollon, ta fille je m’appelle,

    Je te demande un don, gage de ton amour.

    Montre-moi le chemin et la sente inconnue,

    Par qui tant de lumière en la France est venue,

    Et qui rend ton renom plus luisant que le jour.

## Postérité
- Portrait à l'huile par le peintre François Clouet, vers 1560, Ecole française
- Sépulture des époux Villeroy, à l'église Notre-Dame de la Nativité de Magny en Vexin (Val d'Oise). Sculpteur : Mathieu Jacquet (au centre, Magdeleine)[12],[13]
- La bibliothèque Madeleine de l'Aubespine à Mennecy

## Œuvres
- Les chansons de Callianthe, fille de Ronsard : Madeleine de l'Aubespine, dame de Villeroy ; publiées par Roger Sorg, ornées de vignettes gravées sur bois par Paul Vera (Paris : L. Pichon, 1926).
- Édition récente (bilingue) : Selected Poems and Translation By Madeleine de L'Aubespine, Anna Klosowska éditrice et traductrice (Chicago-Londres, university of Chicago Press, 2007) Poèmes choisis et traductions de Madeleine de l'Aubespine). The incomplete 1926 edition, Les Chansons de Calianthe, fille de Ronsard, does not do her poetry justice. Anna Klosowska's edition and translation brings together all l'Aubespine's known poetry (including works newly discovered by Klosowska), with selections from her translations of parts of Ovid's Heroides and Ariosto's Orlando furioso. …  (L'édition incomplète de 1926, les chansons de Callianthe fille de Ronsard, ne rend pas tribut à sa poésie. L'édition et traduction de Anna Klosowska rassemble tous les poèmes connus de L'Aubespine (incluant des œuvres découvertes récemment par Klosowska), avec une sélection des traductions d'une partie des Héroïdes d'Ovide et de Orlando furioso -Roland furieux- de L'Arioste
- Cabinet des saines affections ; attribué à Magdeleine de l'Aubespine, est de Madame de Rivery (Marie Le Gendre)[14].